# Chalazion (svamp)
Chalazion är ett släkte av svampar. Chalazion ingår i familjen Pyronemataceae, ordningen skålsvampar, klassen Pezizomycetes, divisionen sporsäcksvampar och riket svampar.